# (17351) Pheidippos
(17351) Pheidippos ist ein Asteroid aus der Gruppe der Jupiter-Trojaner. Damit werden Asteroiden bezeichnet, die auf den Lagrange-Punkten auf der Bahn des Jupiter um die Sonne laufen.
(17351) Pheidippos wurde am 19. September 1973 von den niederländischen Astronomen Cornelis Johannes van Houten, Ingrid van Houten-Groeneveld und Tom Gehrels am Palomar-Observatorium (IAU-Code 675) entdeckt. Er ist dem Lagrangepunkt L4 zugeordnet.
Der Asteroid ist nach dem mythologischen griechischen Helden Pheidippos benannt, dem Sohn des Königs Thessalos und Herrscher über die kalydonischen Inseln.
Er war der Bruder des Antiphos und Enkel des Herakles.